# James Winslow
 (novembre 2018).
Si vous disposez d'ouvrages ou d'articles de référence ou si vous connaissez des sites web de qualité traitant du thème abordé ici, merci de compléter l'article en donnant les références utiles à sa vérifiabilité et en les liant à la section « Notes et références ».
Pour les articles homonymes, voir Winslow.
James Winslow, né le 16 avril 1981 à Witham, est un pilote automobile britannique.

## Carrière
- 2004 : Championnat de Grande-Bretagne de Formule 3 National Class, 9e
- 2005 : Championnat d'Asie de Formule 3, 3e (1 victoire)
- 2006 : Championnat d'Asie de Formule 3, champion (8 victoires)
- 2007 : Formule Renault V6 Asie, champion (3 victoires)
  - Championnat d'Australie de Formule 3, 4e (3 victoires)
- 2008 : Championnat d'Australie de Formule 3, champion (5 victoires)
- 2008 : Pilote essayeur de la Grande-Bretagne en A1 Grand Prix
- 2010-2011 : Indy Lights.
- 2012 : Championnat d'Australie de Formule 3, champion (12 victoires)
- 2014 : 24 Heures du Mans
- 2015 : 24 Heures du Mans